# The Blitz

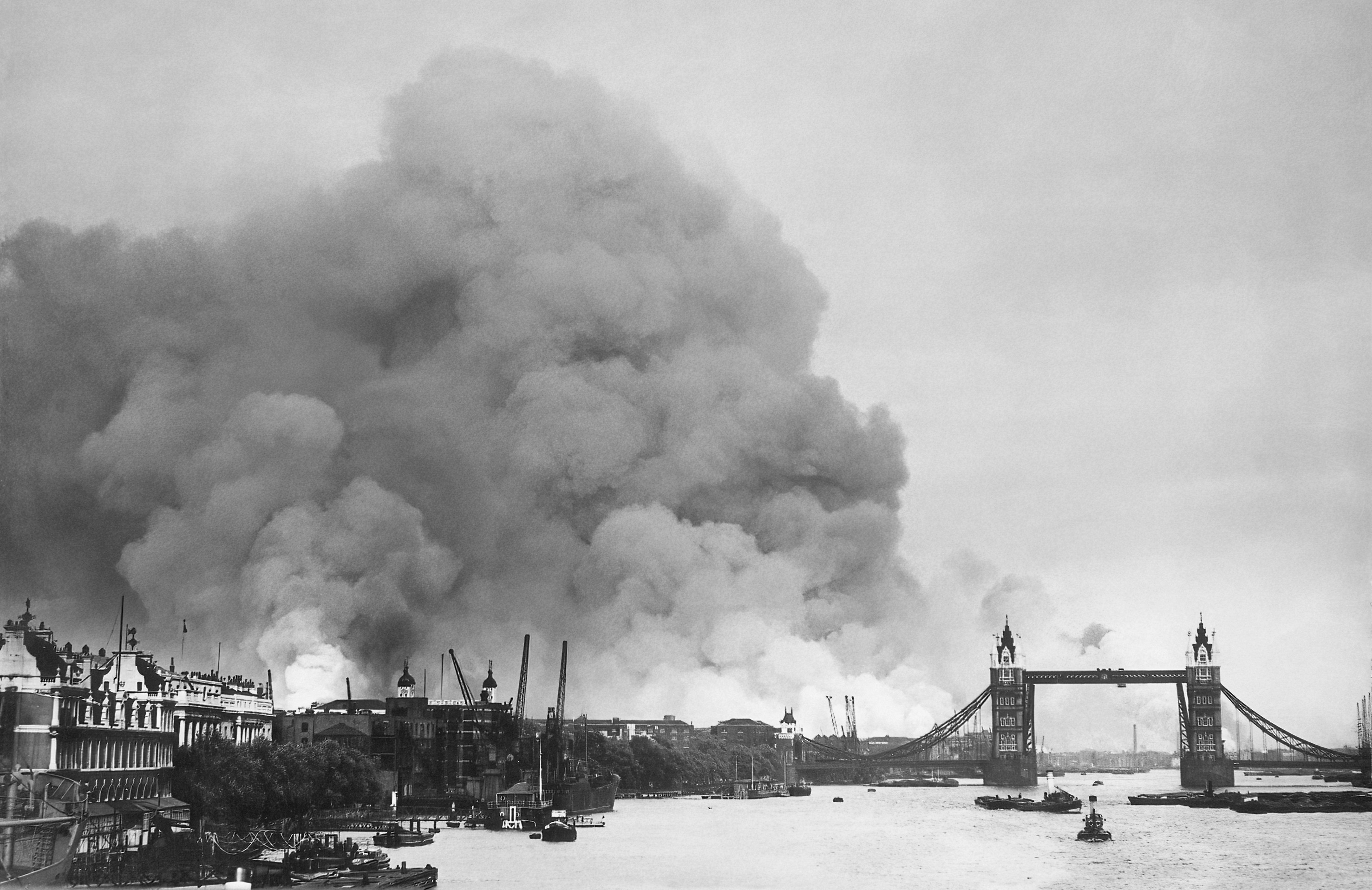
London, 7. September 1940

Als The Blitz werden im englischen Sprachgebrauch die Angriffe der deutschen Luftwaffe auf Großbritannien während der Luftschlacht um England bezeichnet, insbesondere die auf London zwischen dem 7. September 1940 und dem 16. Mai 1941, die die britische Regierung zur Aufgabe bewegen sollten.
Rund 43.000 Zivilisten fielen dem Blitz zum Opfer, über eine Million Häuser wurden beschädigt oder zerstört, die erhoffte Wirkung trat aber nicht ein. Weder war Großbritannien zum Verhandeln bereit noch konnte die Kriegsproduktion der britischen Industrie entscheidend geschwächt werden.

## Verlauf
Am 24. August 1940 flog die Luftwaffe einen nächtlichen Angriff auf Thames Haven, bei dem einige deutsche Bomber versehentlich und gegen Hitlers direkten Befehl auch Bomben auf London abwarfen. Dabei erzielten einige Dutzend deutsche Bomber 76 Treffer, die meisten in Vororten. Als Antwort darauf flog die Royal Air Force mehrere Nachtangriffe gegen Berlin und bombardierte Berlin-Kreuzberg und Wedding. Hitler befahl daraufhin am 5. September 1940, die Luftwaffe solle von nun ab vor allem britische Städte, einschließlich London, bei Tag und Nacht angreifen.

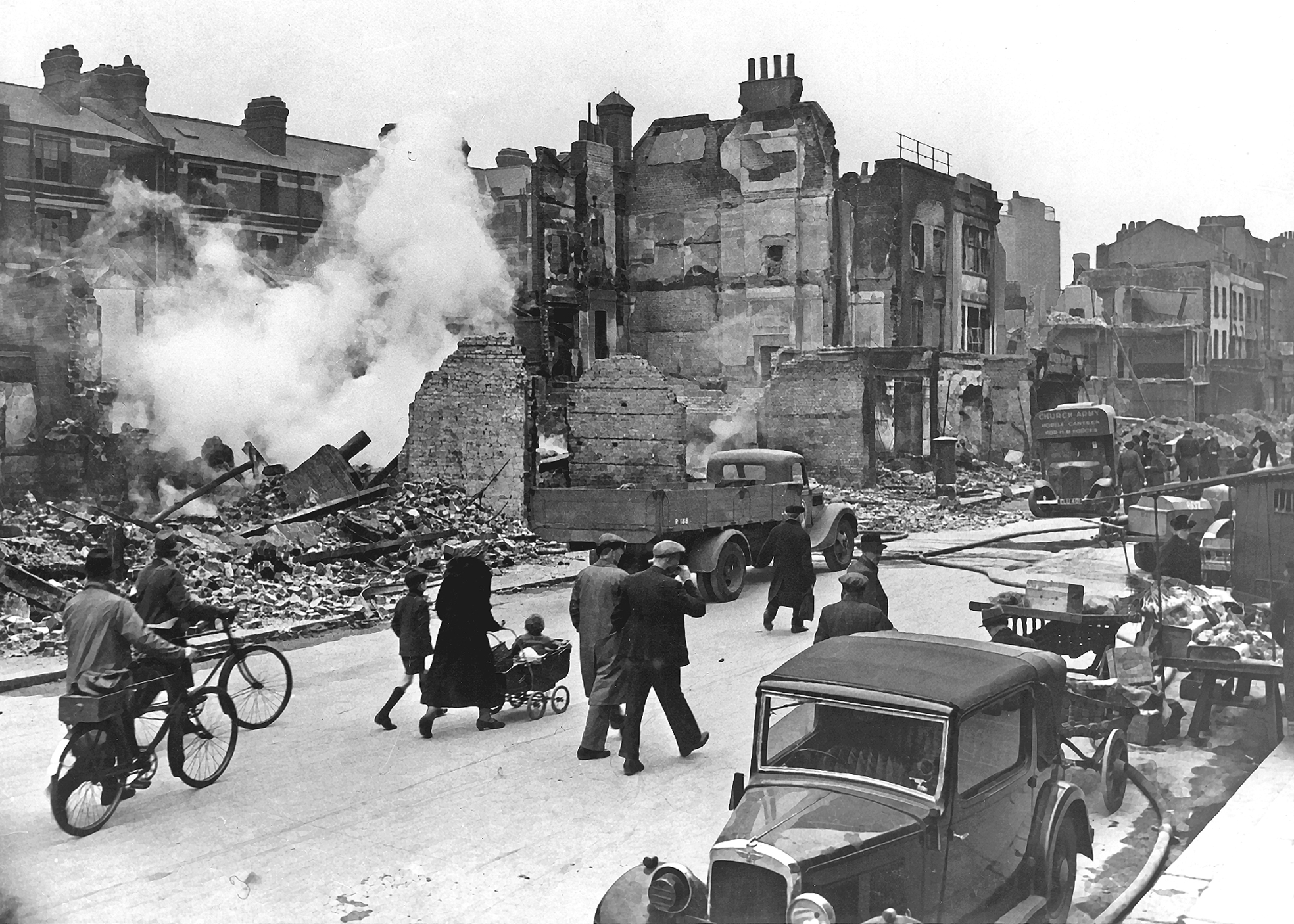
Bei einem Luftangriff zerstörte Londoner Häuser

Der Tagangriff am 7. September gilt als Beginn des London Blitz. Eingesetzt wurden 300 Bomber sowie 600 Begleitjäger vorwiegend gegen die Docks von London und das East End. Es folgte ein Nachtangriff durch rund 180 Bomber. Bei diesem ersten Angriffstag starben 436 Menschen, weitere 1500 wurden verletzt. Schnell erwies sich die Flugabwehr Londons als zu schwach. Nur 92 Flakgeschütze standen zur Verfügung, die Flakscheinwerfer waren ab einer Höhe von rund 3600 Metern unwirksam. Die Jagdflugzeuge der RAF hatten kein Radar und konnten daher nachts keine Einsätze fliegen. Bis zum 11. September organisierte General Frederick Pile die Luftverteidigung der Stadt neu.

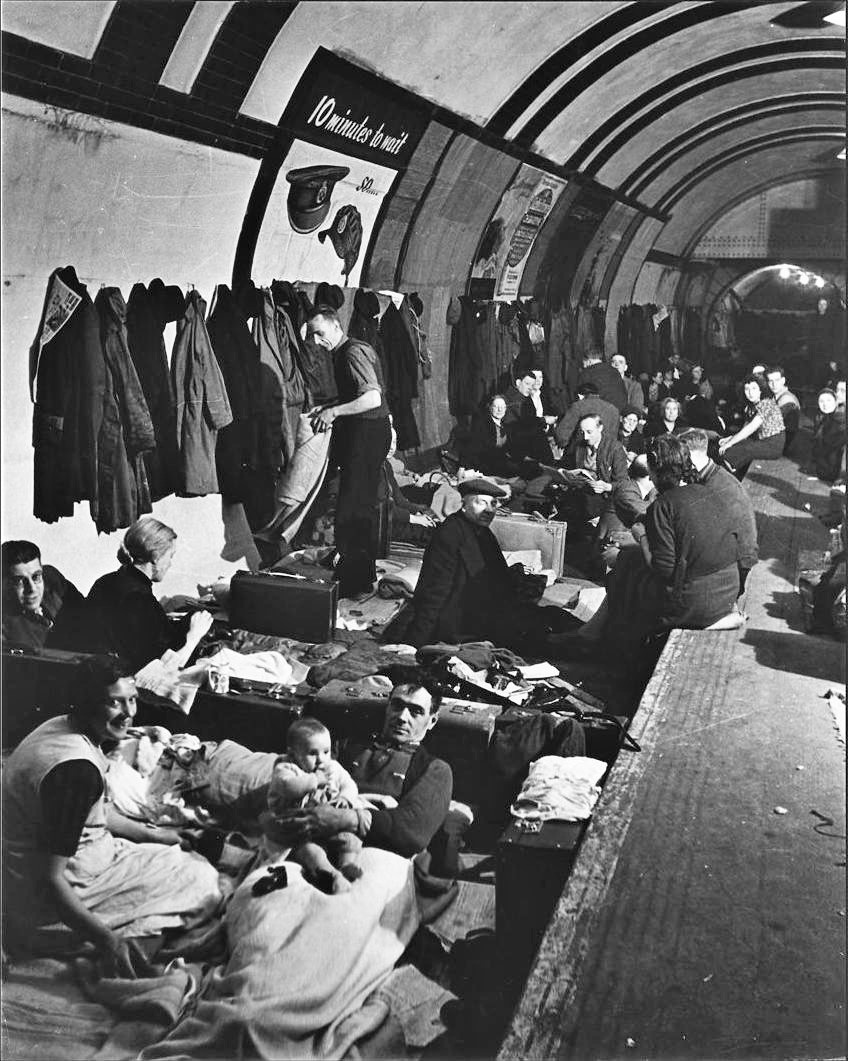
Eine London-Underground-Station als Luftschutzbunker

Zwischen dem 7. September und dem 15. November wurde London nachts mit durchschnittlich 200 deutschen und italienischen Bombern angegriffen, die in Belgien starteten und landeten.
Am 14. Oktober flogen 380 Bomber (von denen nur 2 abgeschossen wurden) den bis dahin schwersten Luftangriff auf London. Etwa 200 Menschen starben und 2000 wurden verwundet. Am Tag darauf warfen die Bomber 376 Tonnen Sprengbomben und 10 Tonnen Brandbomben ab. Fünf wichtige Bahnstrecken wurden unterbrochen.
Von November 1940 bis Februar 1941 konzentrierten sich die Angriffe auf industrielle Zentren und Hafenstädte, darunter auf Coventry, Southampton, Birmingham, Liverpool, Clydebank, Bristol, Swindon, Plymouth, Cardiff, Manchester, Sheffield, Swansea, Portsmouth und Avonmouth; im April 1941 wurde unter anderen auch Belfast Ziel eines Angriffs.
Die offizielle britische Kriegsgeschichte nennt für die Zeitspanne zwischen dem 7. September 1940 und dem 16. Mai 1941 71 Großangriffe auf London (davon 57 vor dem 14. November 1940), jeweils 8 Großangriffe auf Liverpool-Birkenhead, Plymouth-Devonport und auf Birmingham, 6 auf Bristol-Avonmouth, 5 auf Glasgow-Clydeside, 4 auf Southampton, jeweils 3 auf Portsmouth, Hull und Manchester, jeweils 2 auf Coventry und Belfast sowie jeweils einen Großangriff auf Sheffield, Newcastle-Tyneside, Nottingham und Cardiff. Innerhalb Londons war Holborn mit 39,75 Sprengbomben pro 100 Acre der am schwersten betroffene Stadtbezirk.
In der Nacht vom 29. auf den 30. Dezember 1940 verursachte einer der verheerendsten Angriffe auf die Londoner City einen Feuersturm, der, in Anspielung auf den großen Brand von London im Jahre 1666, als der „zweite große Brand von London“ bezeichnet wurde.
Mitte Mai 1941 erlahmte die deutsche Luftoffensive, da kein politischer Effekt damit erzielt wurde und gleichzeitig die Planung für das Unternehmen Barbarossa begann. Die Luftwaffe benötigte die in Nordfrankreich stationierten Bomber für die Kriegsschauplätze Afrika, Jugoslawien, Griechenland und die Sowjetunion. 
In der Zwischenkriegszeit hatten Theoretiker des Luftkriegs flächendeckenden Bombardements eine große, womöglich kriegsentscheidende Wirkung auf die Moral der Zivilbevölkerung zugeschrieben. In England trat allerdings der gegenteilige Fall auf: Deutsche Luftangriffe verstärkten eher den Widerstandswillen der Bevölkerung, der trotz schwerer Verluste ungebrochen blieb. Statt aufzugeben, wurde am Alltag festgehalten, so dass die Bevölkerung in London zwar jeden Tag in Luftschutzräumen schlafen musste, aber trotzdem zur Arbeit ging. Geschäfte mit Bombenschäden blieben nur so lange außer Betrieb wie es unbedingt für die Reparaturen notwendig war und als das BBC-Gebäude von einer Bombe getroffen wurde, stockte der Sprecher zwar kurz, setzte aber dann seinen Text ungerührt weiter fort.
Die außenpolitische Wirkung war für Deutschland kontraproduktiv, weil der US-amerikanische Rundfunkjournalist Edward R. Murrow 1940 in Livereportagen für CBS direkt aus dem bombardierten London berichtete. Die Sendungen „This is London“ fesselten Millionen Zuhörer in den USA an die Radiogeräte und trugen u. a. dazu bei, die isolationistische Stimmung in den USA zurückzudrängen.
Zur Erinnerung an das Bombardement wurde am 4. Mai 1991 das Denkmal National Firefighters Memorial südlich von St Paul’s Cathedral in der City of London von Königin Elisabeth II. enthüllt.

## Baedeker Blitz
Nach dem Luftangriff der Royal Air Force auf das historische Stadtzentrum von Lübeck in der Nacht vom 28. auf den 29. März 1942 erfolgte der Befehl zur Zerstörung kulturell bedeutender Städte Englands. Diese Operation wurde in England Baedeker Blitz genannt; dies ist zurückzuführen auf die am 24. April 1942 angeblich getätigte Aussage des Propagandaleiters im Luftfahrtministerium, nach der Orte mit drei Sternen aus dem Reisehandbuch des Karl-Baedeker-Verlags als Ziele ausgewählt würden.
Das militärische Ergebnis der Luftoffensive stand in keinem Verhältnis zum Einsatz und erbrachte nur in Deutschland eine Propagandawirkung.

## Baby Blitz
Ab dem 21. Januar 1944 unternahm die Luftwaffe eine erneute Luftoffensive unter der Bezeichnung Unternehmen Steinbock. Diese wurde nach hohen Verlusten der Luftwaffe am 29. Mai 1944 abgebrochen und von den Briten im Nachhinein als „Baby Blitz“ bezeichnet.

## Karten
- Online-Karten – Karte der Bombentreffer in London zwischen 7. Oktober 1940 und 6. Juni 1941 (nach Straßen und Hausblöcken) bei bombsight.org (englisch) Titel: EXPLORE THE LONDON BLITZ during 7th October 1940 to 6th June 1941; Beschreibung der Kartenfunktionen. Wissenschaftler-Projekt der University of Portsmouth (bei WP engl.) mit Daten des öffentl. Kartenmaterials im Public Record Office (PRO), Nationalarchiv des Ver. Königreichs.